# Primera División de Chile 1956
El Campeonato Nacional de Fútbol de la Primera División de 1956 fue el torneo disputado en la 24ª temporada de la máxima categoría del fútbol profesional chileno, con la participación de catorce equipos.
El torneo se jugó en dos rondas con un sistema de todos-contra-todos.
El campeón fue Colo-Colo que logró su séptimo campeonato.

## Tabla final
| Pos | Equipo               | PJ | PG | PE | PP | GF | GC | Dif | Pts |
| --- | -------------------- | -- | -- | -- | -- | -- | -- | --- | --- |
| 1   | Colo-Colo            | 26 | 17 | 4  | 5  | 60 | 34 | 26  | 38  |
| 2   | Santiago Wanderers   | 26 | 12 | 9  | 5  | 44 | 32 | 12  | 33  |
| 3   | Rangers              | 26 | 11 | 9  | 6  | 39 | 31 | 8   | 31  |
| 4   | Unión Española       | 26 | 12 | 6  | 8  | 48 | 41 | 7   | 30  |
| 5   | Magallanes           | 26 | 9  | 11 | 6  | 44 | 39 | 5   | 29  |
| 6   | Everton              | 26 | 8  | 11 | 7  | 49 | 47 | 2   | 27  |
| 7   | Audax Italiano       | 26 | 9  | 8  | 9  | 40 | 41 | -1  | 26  |
| 8   | O'Higgins            | 26 | 8  | 10 | 8  | 41 | 43 | -2  | 26  |
| 9   | Palestino            | 26 | 10 | 5  | 11 | 52 | 52 | 0   | 25  |
| 10  | Green Cross          | 26 | 6  | 11 | 9  | 34 | 39 | -5  | 23  |
| 11  | Universidad de Chile | 26 | 8  | 5  | 13 | 38 | 45 | -7  | 21  |
| 12  | San Luis de Quillota | 26 | 6  | 7  | 13 | 28 | 35 | -7  | 19  |
| 13  | Ferrobádminton       | 26 | 5  | 9  | 12 | 33 | 51 | -18 | 19  |
| 14  | Santiago Morning     | 26 | 6  | 5  | 15 | 36 | 56 | -20 | 17  |

PJ=Partidos jugados; PG=Partidos ganados; PE=Partidos empatados; PP=Partidos perdidos; GF=Goles a favor; GC=Goles en contra; Dif=Diferencia de gol; Pts=Puntos
|  | Campeón                      |
|  | Desciende a Segunda División |

## Campeón
|                              |
| Campeón Colo-Colo 7.º título |
|                              |